# 弘文学院
弘文学院（こうぶんがくいん）は、明治期の日本において、清国からの留学生のために嘉納治五郎が創立した教育機関である。旧名は亦楽書院、のち弘文を宏文に改め、宏文学院と称した。日本における組織的な「留学生に対する日本語教育」の嚆矢と言われる。11年間で7000人以上が学び、約3800人が卒業した。

## 概説
日清戦争が終わった翌1896年（明治29年）、清朝政府は日本へ派遣する留学生の受け入れを日本政府に依頼した。駐日公使裕庚より依頼を受けた西園寺公望(外相兼文相)は、東京高等師範学校長であった柔道家の嘉納治五郎に一任し、嘉納は東京神田区三崎町の民家を借りて清国人留学生13名を受け入れる私塾「亦楽（えきらく）書院」を1899年に設け、日本語や数学・理科・体操などの教科を教えた。
留学生の増加に伴い、1901年に牛込区西五軒町の敷地3000坪の大邸宅に移転して弘文学院として発足、梁啓超は嘉納治五郎と友好的になり、1902年初めに東京大同高等学校を亦楽書院に併合し、弘文学院として設立することを決定した。1903年（明治36年）乾隆帝の諱の「弘暦」の「弘」を避諱して、宏文学院と名称を改めた。在校生数は500名にのぼり、1904年には分校4校を開いた。
教育課程としては、日本語を中心に、英語、数学、理科、地理、歴史などの諸学を学び上級学校への進学を目指す普通科と呼ばれる3年の課程と、速成科と呼ばれる2年以下の課程があった。作家魯迅もこの弘文学院普通科で2年間学んでいる。
1906年頃の東京には約8000人の清国人留学生がいたとされ、当時、宏文学院は1556名の生徒を抱える最大の留学生教育機関であったが、清国の留学政策の転換や日本語学校乱立により文部省が公布した「清国人ヲ入学セシムル公私立学校二関スル規程」に対する留学生の反発があったことなどから生徒数が激減し、1909年（明治42年）7月に閉校した。創立から閉校までの入学者総計は7192名、卒業・修業者は総計3810名を数えた。

## 背景
清国は1840年代のアヘン戦争、1850年代のアロー戦争などによって欧米諸国の威力を知り、西洋文明の摂取の必要性を自覚した。また、1895年には日清戦争において、明治維新以来いち早く西洋文明を取り入れて近代国家に成長しつつあった日本に敗北した。日本に留学生を派遣するに至った背景には、こうした清国の近代化が急がれる中、西洋文明の摂取には日本に学ぶのが早道であると梁啓超や張之洞らが説いたことによるところが大きい。

## 出身者
- 陳天華
- 黄興
- 李待琛（中国語版）
- 楊度
- 胡漢民
- 牛保才（中国語版）
- 陳独秀
- 楊昌済
- 張瀾
- 朱剣凡
- 胡元倓（中国語版）
- 李琴湘（中国語版）
- 方鼎英（中国語版）
- 許寿裳（中国語版）
- 魯迅
- 厲绥之（中国語版）
- 沈心工（中国語版）
- 陳幼雲（中国語版）
- 陳師曽
- 陳寅恪
- 連英煌（中国語版）
- 劉勳麟（中国語版）
- 鮑貴藻（中国語版）
- 李四光（中国語版）
- 侯鴻鑑（中国語版）
- 鄭菊如（中国語版）
- 李書城
- 林伯渠
- 鄧以蟄（中国語版）
- 趙戴文
- 盧弼（中国語版）
- 呉敬恒
- 陳介
- 張知本
- 劉揆一
- 周鍾嶽
- 覃振
- 朱経農
- 程鴻書（中国語版）
- 鄧慕韩（中国語版）

## 教師
日本語教授陣には、国文法上の大家である三矢重松と松下大三郎、日本語教師の松本亀次郎、中国語学者の井上翠らがいた。そのほか、本田増次郎、正木直太郎、門馬常次（のち滝乃川学園代表理事）、三沢力太郎（数学）らがいた。学習院教授だった東野十治郎は嘉納治五郎の嘱託を受けて1904年に宏文学院の数学教授に転じ、清国学生のために数学関係の教科書を編集した。

## 関連書
- 北岡正子『魯迅日本という異文化のなかで : 弘文学院入学から「退学」事件まで』関西大学出版部、2001年。ISBN 4873543347。 NCID BA5208659X。